# يوسف خريبلوفيتش
يوسف بنزيونوفيتش خريبلوفيتش (بالروسية: Иосиф Бенционович Хриплович) (مواليد 1937) هو فيزيائي نظري روسي قدم إسهامات عميقة في نظرية الحقل الكمومي والفيزياء الذرية والنسبية العامة.
وهو كبير الباحثين في معهد بودكر للفيزياء النووية بنوفوسيبيرسك، ورئيس قسم الفيزياء النظرية في جامعة ولاية نوفوسيبيرسك. انتخب د. خريبلوفيتش لعضوية الأكاديمية الروسية للعلوم في عام 2000، ولا يزال عضوًا مراسلًا. حصل على ميدالية ديراك الفضية للنهوض بالفيزياء النظرية لعام 2004 من جامعة نيو ساوث ويلز بسيدني الأسترالية، وتقاسم جائزة بوميرانشوك 2005 مع أركادي فينشتاين لمساهمته البارزة في فهم خصائص النموذج القياسي، وخاصة لإلقاء الضوء على العمل على التفاعلات الضعيفة والقوية للكواركات، والجائزة يمنحها معهد الفيزياء النظرية والتجريبية في موسكو ‏.
كان خريبلوفيتش أول من قام بحساب دالة بيتا بشكل صحيح للاستبدال غير المتناهي الاقتران في نظرية يانغ ميلز غير الأبيلية، على الرغم من أنه في ذلك الوقت (1969) لم تُعرف الحرية المتقاربة كخاصية للتفاعلات القوية.
ابتداءً من أوائل السبعينيات، كان أحد المبادرين للبحث عن تأثيرات انتهاك التكافؤ في الذرات، وكان رائدًا في عدد كبير من الحسابات التفصيلية للتأثير في الذرات المختلفة، بما في ذلك تأثير دوران استقطاب الضوء في البزموت، والذي كان أول تكافؤ ينتهك التأثير الذري الذي لوحظ تجريبياً.

## كتب
- «عدم الحفاظ على التكافؤ في الظواهر الذرية» (1991)
- "CP Violation without Strangeness. Electric Dipole Moments of Particles، Atoms، and Molecules"(1997)، مع لامورو
- «النسبية العامة» (2002)

## وصلات خارجية
- التقرير السنوي لمدرسة الفيزياء بجامعة نيو ساوث ويلز 2004
- الفائزون بجائزة بومرانتشوك 2005